# فريدا أبراهامسون
فريدا أبراهامسون (من مواليد 14 سبتمبر 1994)، هي مدافعة كرة قدم سويدية تلعب حاليًا مع نادي كرة القدم السويدي في أعلى تقسيم لها.